# Sleepwalking (Magnum)
Sleepwalking è il nono album del gruppo AOR/hard rock britannico Magnum. Il disco è uscito nel 1992 per l'etichetta discografica Music for Nations.

## Tracce
1. "Stormy Weather" — 4:42
2. "Too Much To Ask" — 5:00
3. "You're The One" — 3:45
4. "The Flood (Red Cloud's War)" — 6:03
5. "Broken Wheel" — 3:59
6. "Just One More Heartbreak" — 4:10
7. "Every Woman, Every Man" — 4:07
8. "Only In America" — 4:01
9. "Sleepwalking" — 5:39
10. "Prayer For A Stranger" — 4:21
11. "The Long Ride" — 6:55

## Formazione
- Mark Stanway - tastiere
- Tony Clarkin - chitarra
- Bob Catley - voce
- Wally Lowe - basso
- Mickey Barker - batteria